# Ceanu Mare
Ceanu Mare – wieś w Rumunii, w okręgu Kluż, w gminie Ceanu Mare. W 2011 roku liczyła 910 mieszkańców.